# ماساهيكو تاناكا
ماساهيكو تاناكا (田中正彦 تاناكا ماساهيكو) هو ممثل ياباني ولد في 1 أكتوبر 1954 في محافظة أوساكا.

## أدواره في الأنمي

### مسلسلات أنمي تلفزيونية
- شامان كينج - ريو صاحب السيف الخشبي
- جت باكرز - تاكوما فودو
- فل ميتال بانيك! - غاورون
- فل ميتال بانيك! The Second Raid - غاورون
- إينيشال دي Second Stage - كيويتشي سودو
- إينيشيال دي Fourth Stage - كيويتشي سودو
- هاجيمي نو إيبو - ريو ماشيبا
- هاجيمي نو إيبو New Challenger - ريو ماشيبا
- هاجيمي نو إيبو Rising - ريو ماشيبا
- إينوياشا - والد سانغو وكوهاكو
- لاينباريل الحديدي - أماتسوغو كيزاكي
- برج درواغا 〜the Aegis of URUK〜 - بازوزو
- برج درواغا 〜the Sword of URUK〜 - بازوزو
- أوتلو ستار - سايو
- ناروتو - الكازيكاجي الثالث
- غاد غارد - يوجيرو سانادا
- ترايجان - فرانك مارلون
- سكرابد برنسس - بيرغينز
- شيكاباني هيمي: كورو - شيكاباني
- آيرون مان - رئيس العمال
- بليد - ساكوميزو
- غوسيك - مالك المسكن
- تايغر آند باني - موراماسا كابوراغي
- يوميات المستقبل - كيغو كوروسو
- أن-غو - هاكورو شيمادا
- هجوم العمالقة - دوت بيكسيس
- أرك ذا لاد - ديكبيك
- هيوكا - سونو
- فافنر في السماءالزرقاء - فوميهيكو ماكابي
- فافنر في السماء الزرقاء EXODUS - فوميهيكو ماكابي

### أوفا أنمي
- هاجيمي نو إيبو Champion Road - ريو ماشيبا
- سوبرنتشرل ذي أنيميشن - جيم ميلر
- هجوم العمالقة: زوار مفاجئون - دوت بيكسيس

### أفلام أنمي
- إينيشيال دي Third Stage - كيويتشي سودو
- فافنر في السماء الزرقاء HEAVEN AND EARTH - فوميهيكو ماكابي
- فيلم بوكيمون فور إيفر: سيليبي صوت الغابة - سويكون

## أدواره في الدبلجة اليابانية
- باتمان - راز أل غول
- باتمان: الجرأة و الشجاعة - جنتلمان غوست، جيم كرادوك
- الشفق - تشارلي سوان
- ملحمة الشفق: قمر جديد - تشارلي سوان
- كيف تدرب تنينك - رزين
- الصخرة - اندرسون
- حياة حشرة - فرنسيس
- الخلاص من شاوشانك - بايرون هادلي
- تذكار - دود

## وصلات خارجية
- ماساهيكو تاناكا على موقع IMDb (الإنجليزية)
- ماساهيكو تاناكا على موقع ميوزك برينز (الإنجليزية)
- ماساهيكو تاناكا على موقع قاعدة بيانات الفيلم (الإنجليزية)
- ماساهيكو تاناكا على موقع ANN person (الإنجليزية)